# Isakamaliwa
Isakamaliwa ist ein Verwaltungsbezirk (englisch Ward) des Distrikts Igunga in der tansanischen Region Tabora.

## Geografie
Isakamaliwa ist ein ländlicher Bezirk im westlichen Teil des zentralen Hochlands von Tansania, etwa 30 Kilometer Luftlinie nordöstlich der Distrikthauptstadt Igunga und 170 Kilometer nordöstlich der Regionshauptstadt Tabora. Bei der Volkszählung 2022 lebten 10.496 Menschen in 1139 Haushalten auf einer Fläche von 240 Quadratkilometern.
Der Bezirk grenzt im Norden an die Region Shinyanga, im Osten an die Region Singida und sonst an zwei Bezirke des Distrikts Igunga:
|              | Kishapu                                     |        |
| Kining'inila | Kompassrose, die auf Nachbargemeinden zeigt | Ntwike |
|              | Mbutu                                       |        |

## Gliederung
Der Bezirk besteht aus drei Gemeinden (swahili Mtaa) mit 24 Orten (Kitongoji):
| Isakamaliwa - Mabambasi - Matunduru - Misuha - Shuleni - Zahanati - Mwabalaturu - Makomero - Jilakuna - Magogo | Kidalu - Witemashu - Lagawinga - Ng'wanhwale - Mwamagili - Masanga - Malugala - Migunga - Ng'wanana | Hindishi - Ng'wabasabi - Mabambasi - Madukani - Ukimbizi - Magulya - Mandela - Shuleni |

## Infrastruktur
- Bildung: Die Isakamaliwa Secondary School ist eine staatliche weiterführende Schule. Sie bildet Tagesschüler bis zur 4. Stufe aus.[7]
- Gesundheit: In den Gemeinden Isakamaliwa und Kidalu liegt je eine staatliche Apotheke.[8][9]